# Stephen Ward (osteopata)
Stephen Thomas Ward (Lemsford, 19 ottobre 1912 – Londra, 3 agosto 1963) è stato un medico e disegnatore britannico.
Osteopata e ritrattista dell'high society londinese, ma anche collaboratore dei servizi segreti britannici, fu al centro dell'Affare Profumo, uno scandalo politico a sfondo sessuale che portò alle dimissioni di John Profumo, segretario di Stato per la Guerra, e, un anno dopo, contribuì alla caduta del governo conservatore del primo ministro Harold Macmillan.
Processato con l'accusa di sfruttamento della prostituzione, Stephen Ward si suicidò assumendo dei barbiturici prima di conoscere la sentenza.

## Biografia

### Primi anni
Stephen Thomas Ward nacque nel 1912 a Lemsford, nella contea di Hertfordshire, secondogenito dei tre figli di Arthur Evelyn Ward, vicario di Lemsford, laureato in storia moderna, appartenente ad una famiglia di tradizione militare e clericale, e di Eileen Esmée, figlia di Thomas Mercer Cliffe Vigors, proprietario terriero anglo-irlandese.
Nel 1920 la famiglia si trasferì a Twickenham, dove Arthur Ward prestò servizio come vicario della chiesa della Santissima Trinità, poi nel 1922 a Torquay nel Devon, quando divenne vicario di St. Matthias; in seguito sarebbe diventato canonico della cattedrale di Rochester e, nel 1934, prebendario della cattedrale di Exeter.
Il giovane Stephen studiò alla Canford School, nel villaggio di Canford Magna nel Dorset, vicino alla città di Wimborne Minster, dove non brillò per i suoi risultati scolastici. Un'esperienza che lo avrebbe segnato fu la punizione cui fu sottoposto per l'aggressione a un compagno di scuola, dopo essersi rifiutato di nominare il vero colpevole.

### Carriera
Dopo il diploma Ward si trasferì a Londra, dove lavorò per alcuni mesi come venditore di tappeti a Houndsditch, prima che uno zio gli trovasse un lavoro ad Amburgo come traduttore nella filiale tedesca della Shell Oil. Dopo un anno lasciò il lavoro ad Amburgo per Parigi e si iscrisse a un corso alla Sorbona, mentre si guadagnava da vivere come guida turistica. Nel 1932 tornò brevemente a casa dei genitori a Torquay, ma fu presto cacciato dal padre, spaventato dalla possibilità di uno scandalo, quando scoprì che Stephen aveva nascosto nel seminterrato della canonica una ragazza francese che aveva bisogno di un posto dove stare.
A Londra, dove in seguito si trasferì, Ward trovò lavoro come venditore di tè indiano e promotore di abbonamenti allo Spectator.
Nel 1934 fu convinto dalla madre a conseguire la qualifica di osteopata e si trasferì negli Stati Uniti, dove studiò al Kirksville College of Osteopathy and Surgery. Trascorse lì quattro anni, completando un corso che lo qualificò come medico generico.

### Seconda guerra mondiale
I suoi cinque anni negli Stati Uniti, dove giunse come milioni di immigrati, in terza classe su un transatlantico, lo influenzarono molto, ampliando i suoi orizzonti. Il suo stesso corso universitario non si limitò all'insegnamento della professione di osteopata; come tirocinante, "aiutò a far nascere bambini in fattorie remote, eseguì interventi chirurgici sui tavoli da cucina, sistemò fratture causate dai tornado e somministrò iniezioni di tifo dopo che le inondazioni avevano devastato la zona attorno alla confluenza dei fiumi Ohio e Mississippi". Svolse diversi lavoro per pagarsi le spese universitarie, tra cui l'imbalsamatore in un'agenzia di pompe funebri. Viaggiò in diversi stati e rimase profondamente ammirato dallo stile di vita americano; riteneva gli americani un popolo caloroso, aperto e dinamico; più tardi avrebbe commentato: "La loro gentilezza e ospitalità mi hanno fatto vergognare del modo distaccato in cui gli inglesi trattano le persone."
Al suo ritorno nel Regno Unito, Ward si stabilì come osteopata a Torquay. Quando scoppiò la guerra nel settembre 1939, si offrì volontario per il servizio nel Royal Army Medical Corps (RAMC), ma fu respinto perché la qualifica ottenuta negli Stati Uniti non gli fu riconosciuta. Nel 1941 venne arruolato come soldato semplice nel Royal Armoured Corps, di base a Bovington, nella contea di Dorset. Le sue capacità osteopatiche divennero note e, per gran parte del tempo che trascorse al campo, fu sollevato dai doveri generali e gli fu permesso di esercitare la sua professione. Dopo un'indagine sulla sua attività, in precedenza non riconosciuta, il RAMC ne dispose la sospensione, ma in seguito, in vista del suo talento, venne destinato nella nuova categoria di ufficiale "barelliere".  Il 19 giugno 1943 fu nominato sottotenente nella sezione non medica del RAMC.
Nel marzo 1944 Ward fu inviato in India, assegnato nell'esercito a compiti non medici e trascorse diverso tempo a promuovere una campagna per il corretto riconoscimento dell'osteopatia. Conobbe ed ebbe occasione di sottoporre alle sue cure Mahatma Gandhi, la cui personalità lo impressionò molto, tanto da ritenere quell'incontro il più importante della sua vita.

### Attività di osteopata
Dopo la seconda guerra mondiale Ward, tornato in Inghilterra lavorò per la Osteopathic Association Clinic a Dorset Square, Londra. Lì ebbe l'opportunità di curare personaggi pubblici molto noti, il primo dei quali fu l'ambasciatore statunitense W. Averell Harriman che, soddisfatto, lo raccomandò ad altri amici.
Dopo aver aperto il suo studio privato, in Cavendish Square, riuscì con il suo prestigio e il passaparola ad attrarre una vasta clientela del mondo della politica, della società e dello spettacolo; curò il genero di Winston Churchill, Duncan Sandys, che raccomandò Ward allo stesso Churchill, oltre a star come Frank Sinatra, Ava Gardner, Elizabeth Taylor, Mary Martin, Danny Kaye e personaggi pubblici tra cui Malcolm Sargent, Thomas Beecham e Lord Rothermere.
I suoi modi raffinati e le sue capacità comunicative gli assicurarono il successo sociale e la sua vita fu assorbita da questo ambiente. Fece amicizia con il fumettista e membro dell'alta società Arthur Ferrier, alle cui feste Ward partecipava regolarmente insieme ad altri personaggi famosi, come il principe Filippo di Grecia e Danimarca, in seguito duca di Edimburgo. Le feste di Ward erano note per il loro mix sociale: "un avvocato, un fattorino, uno scrittore, un venditore di automobili, un pari e sempre, per qualche ragione, un flusso costante di belle ragazze".
Nel luglio del 1949 sposò un'attrice e modella, Patricia Mary Baines, figlia di Eric Clifford Kingsley Baines, direttore di una grande azienda tessile, ma il matrimonio fallì dopo sei settimane e si concluse tre anni dopo con un divorzio.
Nel corso degli anni '50 l'attività di Ward crebbe. Tra i suoi nuovi pazienti c'era Lord Astor, che divenne un caro amico e che aiutò Ward a consolidare il suo posto nella società londinese. In cambio, Ward lo introdusse nel suo mondo di locali notturni, feste e ragazze.
Nel 1956 Astor, in cambio delle cure che gli aveva prestato, concesse a Ward in affitto simbolico di una sterlina all'anno, il cottage sul fiume nella tenuta della sua famiglia a Cliveden, nel Buckinghamshire. In questa residenza Ward invitava durante i fine settimana molti dei suoi amici, provenienti da tutti i ceti sociali.
Grazie ai corsi frequentati alla Slade School of Art, Ward all'inizio degli anni sessanta avviò una nuova fase della sua carriera come disegnatore; nel luglio 1960 espose gli schizzi di alcuni suoi pazienti in una mostra che lanciò la sua notorietà in questo campo. The Illustrated London News gli commissionò una serie di ritratti di personaggi nazionali e internazionali, tra cui membri della famiglia reale, come il principe Filippo e la principessa Margaret, il Daily Telegraph gli affidò l'esecuzione dei disegni del processo di Adolf Eichmann (1961).

### Collaboratore dei servizi segreti britannici
Ward sperava di visitare l'Unione Sovietica per disegnare i ritratti dei leader sovietici; per aiutarlo, uno dei suoi pazienti, il direttore del Daily Telegraph Sir Colin Coote, gli organizzò un incontro con Yevgeny Ivanov, indicato come un capitano della marina russa e membro dell'ambasciata sovietica. L'intelligence britannica (MI5) sapeva dall'agente sovietico Oleg Penkovsky che Ivanov era un ufficiale dell'intelligence nel GRU sovietico e reclutò Ward, assegnandolo ad un agente noto come "Woods", alias Keith Wagstaffe, perché lo aiutasse a intrappolarlo.
Ward e Ivanov divennero grandi amici. Ivanov visitava spesso Ward a Wimpole Mews e a volte si univa alle feste del fine settimana al cottage di Cliveden.
Ward fu utilizzato dal Foreign Office britannico come canale secondario, attraverso Ivanov, verso l'Unione Sovietica, e fu un intermediario non ufficiale durante la crisi missilistica cubana del 1962.
Nelle sue memorie Christine Weeler ha sostenuto una diversa versione: Ivanov, spia sovietica, sarebbe stato alle dipendenze di Ward e la motivazione riportata da Coote di averli fatti incontrare perché l'osteopata potesse ottenere facilmente un visto per recarsi a Mosca per fare un ritratto a Khrushchev, sarebbe stata solo una copertura per consentire ai due di vedersi alla luce del sole, operando insieme, senza dare sospetto, con un unico fine: "Il gruppo di Stephen era alla ricerca di informazioni sulle scorte di testate nucleari in Gran Bretagna, le forze armate tedesche, nuovi missili, aerei e sottomarini e la politica strategica del governo britannico, specialmente nella cooperazione militare tra Regno Unito e Stati Uniti." Secondo Weeler, di questo gruppo di spie sovietiche avrebbe fatto parte anche Sir Roger Hollis, il direttore generale dell'MI5: "gli accademici e gli appassionati di spionaggio hanno cercato di dimostrare che Hollis era l'uomo di Mosca, anche se tutte le indagini ufficiali hanno fallito - o erano destinate a fallire - nel dimostrarlo."

### Affare Profumo
Nel 1959 Ward incontrò Christine Keeler, una ballerina di diciassette anni che lavorava al Murray's Cabaret Club a Soho e, su sua insistenza, Keeler accettò di andare a vivere con lui. La loro relazione non fu di natura sessuale, e su questo Ward fu chiaro fin dall'inizio, assicurando la ragazza che non si aspettava da lei un rapporto in tal senso. Entrambi avrebbero tratto guadagno da questa frequentazione: Ward, che si circondava sempre di belle ragazze, poteva portarla con sé in società e alle innumerevoli feste cui partecipava, contando sul suo supporto e sulla sua complicità, Keeler avrebbe approfittato di queste occasioni per fare amicizie importanti e realizzare incontri, magari risolutivi, per la sua carriera. I due abitarono solo per un periodo insieme, ma rimasero sempre in contatto, anche se a intermittenza, per i successivi anni, spesso organizzando i weekend a Cliveden o partecipando insieme a feste e ad appuntamenti mondani.

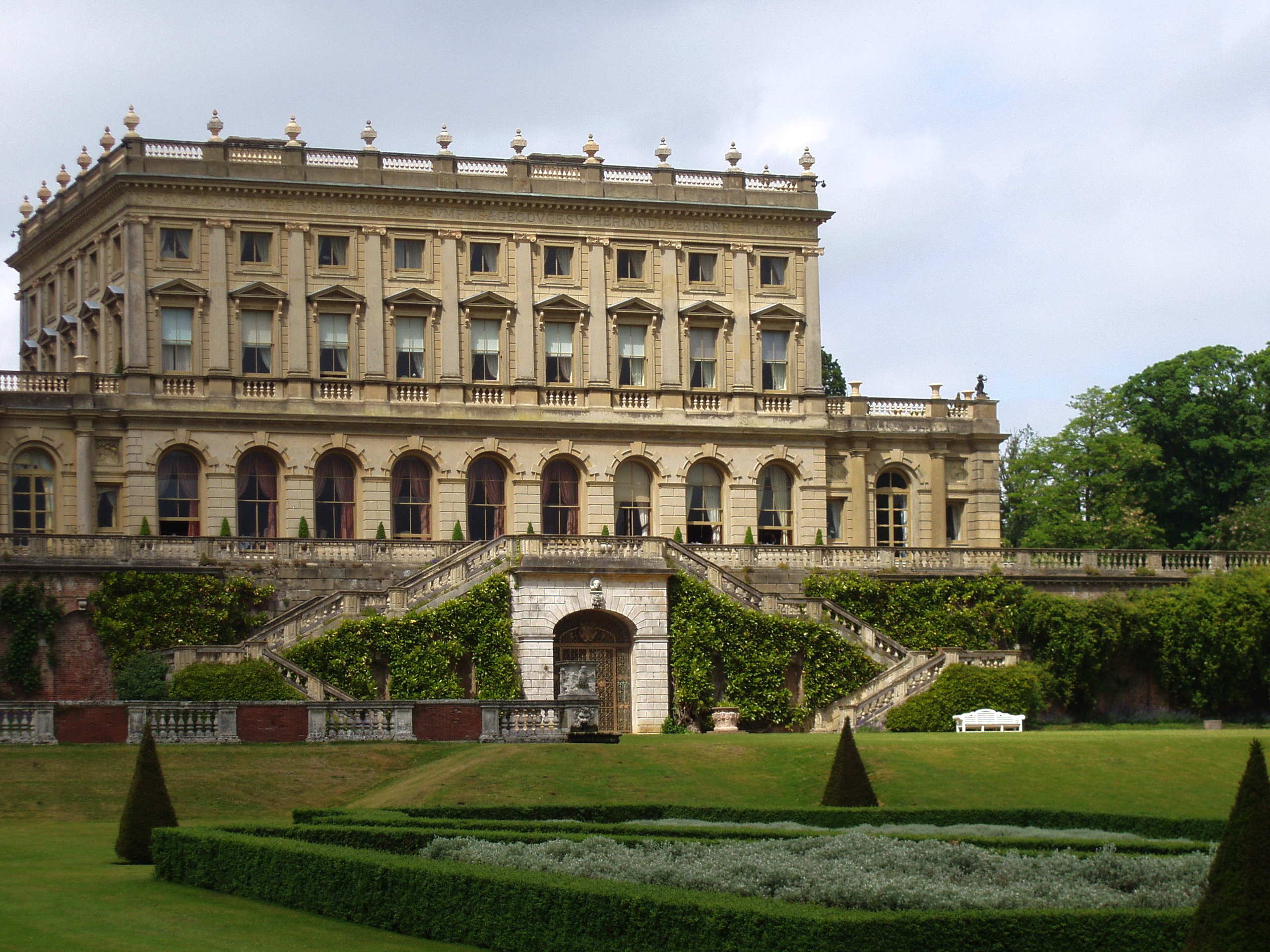
La residenza di Lord Astor a Cliveden, dove avvenne l'incontro tra Keeler e Profumo

Durante il fine settimana dell'8-9 luglio 1961, tra gli ospiti invitati alla residenza di campagna di Lord Astor a Cliveden, vi erano, oltre a Ward, Keeler e Ivanov, illustri personaggi del mondo della politica e delle arti, come John Profumo, Segretario di Stato per la Guerra e sua moglie, l'attrice Valerie Hobson.
In quell'occasione, durante una festa in piscina, Ward presentò Keeler a Profumo, che fu molto attratto da lei e le promise di rivederla. Ward in seguito riferì all'MI5 che Profumo e Ivanov si erano incontrati e che Profumo aveva mostrato un notevole interesse per Keeler. Questa informazione fu una sgradita complicazione per i piani dell'MI5 di usare la ragazza in un'operazione trappola contro Ivanov per assicurarsi la sua defezione.
Keeler e Profumo intrapresero una breve relazione; alcuni suggeriscono che finì dopo poche settimane, mentre altri ritengono che continuò, con interesse decrescente, fino al dicembre 1961. I due si incontravano di solito nella casa di Ward a Wimpole Mews. Profumo non avrebbe mai pagato Keeler, a parte alcuni piccoli regali e, in un'occasione, una somma di 20 sterline (equivalenti a 455 nel 2020) come regalo per la madre.
Il 9 agosto 1961 Profumo fu avvertito da Sir Norman Brook, Segretario di Gabinetto, dei pericoli delle sue frequentazioni con il gruppo di Ward, perché l'MI5 a questo punto non era più sicuro dell'affidabilità di quest'ultimo. Quello stesso giorno Profumo scrisse a Keeler una lettera, annullando un appuntamento che aveva fissato per il giorno seguente. Alcuni commentatori hanno ipotizzato che questa lettera abbia posto fine alla loro relazione; Keeler ha insistito sul fatto che la relazione sarebbe finita più tardi, dopo i suoi persistenti rifiuti di abbandonare l'abitazione condivisa con Ward.
La stampa e il pubblico rimasero ampiamente all'oscuro della relazione Keeler-Profumo fino all'inizio del 1963, quando Keeler divenne il centro dell'attenzione dei giornali come "testimone mancante" in un caso che coinvolgeva uno dei suoi ex amanti, Johnny Edgecombe. A quel punto Keeler iniziò a parlare indiscriminatamente e tentò di vendere la sua storia ai giornali; nessuno osò pubblicarla, ma le voci sulla relazione si diffusero e vennero avanzate molte speculazioni. Pochi giorni dopo il processo, il 21 marzo, la rivista satirica Private Eye pubblicò il riassunto fino ad allora più dettagliato delle voci, con i personaggi principali leggermente camuffati: "Mr James Montesi", "Miss Gaye Funloving", "Dr Spook" e "Vladimir Bolokhov".
In una dichiarazione alla Camera dei Comuni del 22 marzo 1963, Profumo negò qualsiasi relazione "sconveniente" con Keeler. Ward, che conosceva la verità, inizialmente appoggiò Profumo, ma quando si trovò bersaglio di un'aggressiva indagine della polizia, accusato di prostituzione, e capì di essere usato come capro espiatorio, rivelò quanto sapeva ai superiori politici di Profumo e alla stampa.
Profumo trovò insostenibile il peso della sua bugia, confessò la sua colpa e si dimise dal governo e dal parlamento. Due giorni dopo le dimissioni, in mezzo a crescenti voci di scandali sessuali diffusi nel governo e nell'alta società, Ward fu arrestato e accusato con diversi capi d'imputazione per aver vissuto dei guadagni della prostituzione. Venne in seguito rilasciato su cauzione in attesa del processo.

### Processo e morte
Il procedimento di rinvio a giudizio di Ward iniziò il 28 giugno presso il tribunale di Marylebone, dove le prove della Corona furono riportate integralmente dalla stampa.
L'accusa si concentrò sul denaro che Keeler e l'amica modella Mandy Rice-Davies, le due coinquiline di Ward chiamate come principali testimoni, gli avevano corrisposto come piccoli contributi per le spese domestiche e come restituzione di alcuni prestiti, sostenendo che in realtà tali somme indicavano che Ward viveva dei guadagni dalla loro prostituzione. Il reddito approssimativo di Ward, derivante dalla sua attività e dai suoi ritratti, era stato di circa 5.500 sterline all'anno, una somma considerevole a quel tempo (equivalente a 148.000 sterline nel 2023).
Il capo d'accusa sembrava debole, ma l'immagine percepita di Ward venne offuscata nel procedimento di rinvio a giudizio. Nessuno dei suoi amici più noti si offrì di parlare a suo favore e l'MI5 non rivelò il ruolo in precedenza svolto da Ward come canale di comunicazione con i sovietici. Il pubblico ministero, Mervyn Griffith-Jones, descrisse Ward come rappresentante "delle profondità della lussuria e della depravazione", mentre il giudice, Sir Archie Marshall, adottò un atteggiamento ostile simile.
Verso la fine del processo, la Corte d'appello rivelò informazioni relative a un altro caso in cui Keeler era stata una testimone principale e aveva dato informazioni false. Marshall non rivelò il fatto saliente alla giuria del processo Ward, ovvero che l'affidabilità del testimone principale dell'accusa era stata compromessa e invitò la giuria a ignorare la decisione della corte d'appello.
Il 30 luglio Marshall iniziò la sua requisitoria con un discorso così schiacciante che Ward si disperò. Quella sera, mentre era ospite di un ultimo amico che gli era rimasto in un appartamento a Chelsea, assunse una dose eccessiva di sonniferi e venne portato in ospedale. Il giorno dopo, Marshall completò il suo riassunto e la giuria dichiarò Ward colpevole in contumacia delle accuse di aver vissuto dei guadagni della prostituzione, mentre lo assolse da diversi altri capi d'imputazione. La sentenza fu rinviata fino a quando Ward non sarebbe stato in grado di comparire, ma egli morì il 3 agosto, dopo ottanta ore di coma, senza riprendere conoscenza.
Il 9 agosto una giuria del Coroner dichiarò che la morte di Ward era dovuta a suicidio per avvelenamento da barbiturici. Ward prima di morire scrisse diversi biglietti, uno dei quali indirizzato all'amico Noel Howard-Jones che lo aveva ospitato, uno dei pochi testimoni della difesa, in cui scrisse: "È davvero più di quanto io possa sopportare, giornate di terrore in tribunale e fuori in strada. Non è solo paura, è il desiderio di non lasciarmi distruggere, piuttosto lo faccio da solo. Spero di non aver deluso troppa gente. Ho cercato di tener duro, ma dopo il riassunto di Marshall [il presidente del tribunale], ho perso ogni speranza. Mi dispiace deludere gli avvoltoi. Spero solo che questo funzioni. Ritarda la rianimazione il più a lungo possibile".
Il giorno dell'inchiesta, dopo un servizio funebre privato presso la cappella dell'ospedale St Stephen, i resti di Ward furono cremati.
Nei loro resoconti sull'affare Profumo, gli scrittori e giornalisti Anthony Summers e Stephen Dorril, autori di un libro sullo scandalo Profumo, hanno fornito informazioni aggiuntive sulle ultime ore di Ward, i suoi movimenti e i suoi visitatori, citando anche un'intervista con "un ex agente dell'MI6", che avrebbe sostenuto che Ward era stato assassinato da un agente che lavorava per conto dell'MI6. Il movente principale dell'omicidio sarebbe stata la capacità di Ward di mettere in imbarazzo il governo e la famiglia reale. Il metodo usato sarebbe stato quello di incoraggiare Ward ad assumere barbiturici fino all'ingerimento di una dose fatale. Il reporter Tom Mangold, uno degli ultimi a vedere Ward vivo, e l'amico presso cui quest'ultimo dormì la notte del suicidio, hanno invece fermamente respinto la teoria dell'omicidio.

## Conseguenze dell'Affare Profumo
Il governo nominò Lord Denning, il Master of the Rolls, per indagare sulle varie voci che erano emerse intorno all'affare Profumo. Il rapporto di Denning, pubblicato il 26 settembre 1963, concluse che non c'erano state fughe di notizie sulla sicurezza né prove che collegassero i membri del governo agli scandali associati. Egli attribuì la maggior parte della colpa dell'affare a Ward, un uomo "totalmente immorale" le cui attività diplomatiche erano "mal concepite e mal indirizzate".
L'affare Profumo aveva danneggiato il governo di Harold Macmillan; Macmillan si dimise da primo ministro nell'ottobre 1963, adducendo motivi di salute. Il suo successore fu Lord Home che rinunciò al suo titolo di pari e servì come Sir Alec Douglas-Home. Nelle elezioni generali dell'ottobre 1964, il governo conservatore fu sconfitto di misura dal partito laburista e Harold Wilson divenne primo ministro.

### Ruolo di Ward
Il ruolo di Ward per conto dell'MI5 fu confermato nel 1982, quando il Sunday Times individuò il suo ex contatto, "Woods". Keeler, in uno dei numerosi resoconti della sua vita, denunciò Ward come una spia sovietica e un traditore al pari di Philby, Burgess e Maclean, ma senza prove.
Lo storico e biografo britannico Richard Davenport-Hines, autore di un libro sullo scandalo Profumo, descrisse il processo subito da Ward come un atto di "vendetta politica". Molti commentatori hanno condiviso tale considerazione, ritenendo Ward fu un capro espiatorio e il suo processo un' "ingiustizia storica".
L'avvocato per i diritti umani Geoffrey Robertson, autore di Stephen Ward was innocent, OK, un libro sul processo da lui definito "l'evento legale più vergognoso della storia britannica moderna", ha avviato una campagna per la riapertura del caso sulla base di diversi motivi, tra cui la programmazione prematura del processo, la mancanza di prove a sostegno delle accuse principali e i vari depistaggi da parte del giudice del processo nella sua conclusione. Soprattutto, il giudice non avrebbe rivelato la falsa testimonianza di Keeler in un processo precedente, che l'avrebbe resa una testimone inattendibile.
Nel gennaio 2014 il caso, descritto come "un grave errore giudiziario", è stato preso in considerazione dalla Criminal Cases Review Commission, ma nel 2017 la commissione ha deciso di non deferire il caso alla Corte d'appello, a causa della mancata disponibilità di una trascrizione completa del processo.

## Influenze nella cultura
- Durante un episodio di That Was the Week That Was di fine 1963, il nome di Ward fu incluso nella lista di coloro che erano morti durante l'anno, tra cui Édith Piaf, Jean Cocteau e John F. Kennedy. Definito una "pecora nera", il suo nome venne abbinato a quello di Guy Burgess, un agente segreto britannico al servizio dell'Unione Sovietica.[81]
- Nel 1989 è uscito nelle sale il film Scandal sull'affare Profumo, in cui Ward è interpretato da John Hurt.[2]
- Andrew Lloyd Webber, acceso sostenitore della sua innocenza, ha dedicato a Stephen Ward il musical omonimo, Stephen Ward The Musical nel 2013.[82]
- Ward è apparso nella seconda stagione della serie drammatica Netflix The Crown nel 2017, interpretato da Richard Lintern.[83]
- Nella serie televisiva della BBC del 2019 The Trial of Christine Keeler, Ward è stato interpretato da James Norton.[84]